# Marcos Martínez

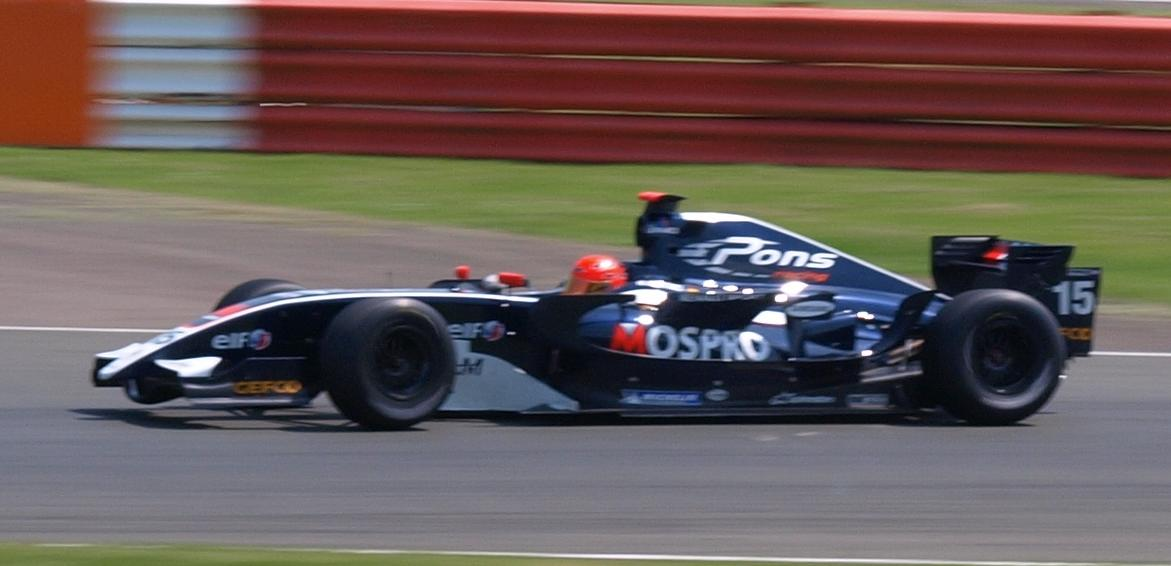
Martínez in Silverstone für Pons Racing fahrend in der Saison 2008 der Formel Renault 3.5.

Marcos Martínez Ucha (* 15. Oktober 1985 in Madrid) ist ein spanischer Rennfahrer.

## Karriere
Martínez begann seine Karriere 1998 im Kartsport und wechselte 2002 in die spanische Formel Junior, in der er bis 2004 aktiv war. Seine beste Platzierung in der Gesamtwertung war Platz acht in der Saison 2004. 2005 wechselte Martínez in die B-Klasse der spanischen Formel 3 und wurde für Racing Engineering startend Vizemeister dieser Serie. Daraufhin ging Martínez 2006 für Racing Engineering in der spanischen Formel 3 an den Start und wurde Zehnter in der Gesamtwertung. Außerdem fuhr er sechs Rennen in der Formel Renault 3.5.
2007 begann Martínez die Saison beim Novo Team in der spanischen Formel 3. Nach zehn Rennen wechselte Martínez zu Racing Engineering in die GP2-Serie. Nachdem er sich an seinem ersten Rennwochenende nicht qualifizieren konnte, bestritt er acht Rennen in der GP2-Serie. Mit einem vierten Platz bei seinem Heimrennen in Valencia als beste Platzierung belegte er am Saisonende den 22. Platz in der Fahrerwertung. 2008 kehrte Martínez in der Formel Renault 3.5 zurück und wurde für Pons Racing startend 15. in der Gesamtwertung. Außerdem nahm er an zwei Rennen der spanischen Formel 3 teil, von denen er ein Rennen gewann. 2009 blieb Martínez in der Formel Renault 3.5 und startete erneut für Pons Racing. Obwohl nur der spätere Meister Bertrand Baguette mehr Siege als Martínez erzielte, belegte er am Saisonende nur den siebten Gesamtrang.
2010 wechselte Martínez in die Superleague Formula, in der er für das von DeVillota.com Motorsport betreute Team des FC Sevilla fuhr. Er erzielte einen Sieg. Außerdem plante er eine weitere Saison in der Formel Renault 3.5 an den Start zu gehen und er hatte bereits einen Vertrag für die Saison 2010 mit SG Formula. Allerdings zog sich SG Formula eine Woche vor Saisonbeginn aus der Formel Renault 3.5 zurück. 2011 nahm Martínez für Pons Racing an einem Rennwochenende der Formel Renault 3.5 teil.

## Karrierestationen
| - 1998–2001: Kartsport - 2002: Spanische Formel Junior - 2003: Spanische Formel Junior (Platz 12) - 2004: Spanische Formel Junior (Platz 8) - 2005: Spanische Formel 3, Klasse B (Platz 2) | - 2006: Spanische Formel 3 (Platz 10) - 2006: Formel Renault 3.5 - 2007: GP2-Serie (Platz 22) - 2007: Spanische Formel 3 (Platz 13) - 2008: Formel Renault 3.5 (Platz 15) | - 2009: Formel Renault 3.5 (Platz 7) - 2010: Superleague Formula - 2011: Formel Renault 3.5 (Platz 31) |